# محطة بيلينغسهاوزن
محطة بيلينغسهاوزن (بالروسية: станция Беллинсгаузен) هي محطة في أنتاركتيكا تابعة لروسيا (الاتحاد السوفيتي سابقًا) في كولينز هاربور، على جزيرة الملك جورج إحدى جُزر جنوب شيتلاند. كانت واحدة من أولى محطات البحث التي أسستها البعثة السوفيتية للقارة القطبية الجنوبية في عام 1968. وهي أيضاً موقعاً لكنيسة الثالوث ؛ الكنيسة الأرثوذكسية الشرقية الوحيدة والموجودة بشكلاً دائم في أنتاركتيكا.

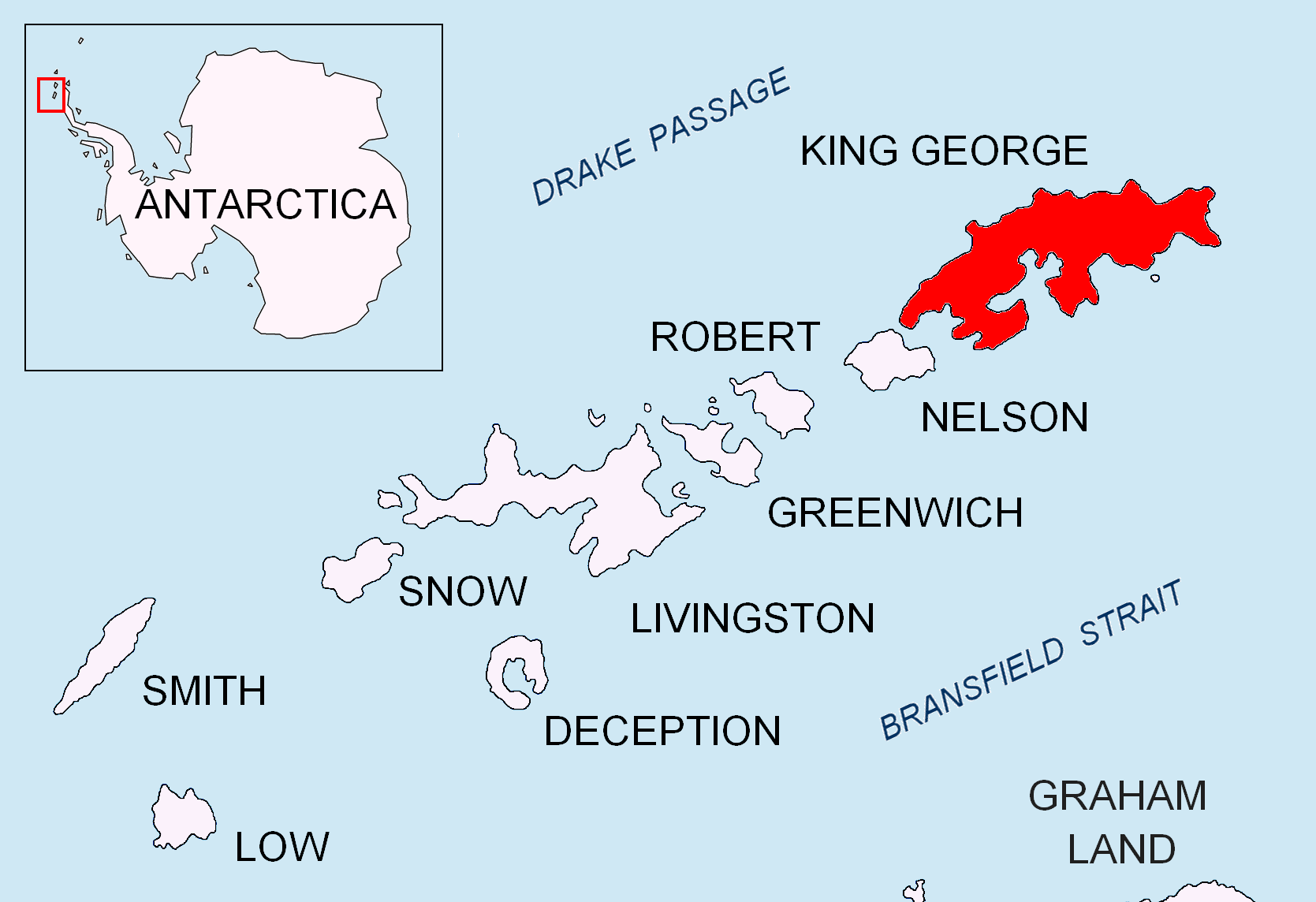
موقع جزيرة الملك جورج في جزر شيتلاند الجنوبية.

سُميت المحطة بأسم المُستكشف الروسي في القرن التاسع عشر فابيان فون بيلينغسهاوزن.
يتم توصيل المحطة بواسطة طُرق غير مُحسنة إلى المحطات القريبة مثل: قاعدة الرئيس إدواردو فراي مونتالفا التشيلية، ومحطة سور العظيم، وقاعدة أرتيجاس في الأوروغواي.
مُتناظرة جغرافياً لموقع في سيبيريا الروسية،حوالي 400 كم غربًا من ياكوتسك.
في أكتوبر 2018 ، كان موقع أول محاولة قتل في القارة القطبية الجنوبية.

## المُناخ
تُعتبر شبه جزيرة أنتاركتيكا وجزرها القريبة أكثر ظروف المعيشة إعتدالاً في أنتاركتيكا. يتأثر مُناخ المحطة بشدة بالمُحيط. وفقًا لنظام مُناخ كوبن، فهو واحداً من المواقع القليلة في أنتاركتيكا المُصنفة كمناخ التندرا بدلاً من مُناخ الغطاء الجليدي. الاختلاف في درجات الحرارة قليل وأبرد شهر هو يوليو حيث بلغ متوسطها −6.5 °م (20.3 °ف) و درجة 1.5 °م (34.7 °ف) في أحر شهر. مع 591.3 ساعة فقط من أشعة الشمس في السنة، غالبًا ما يكون الطقس غير مُستقر وغائم على مدار العام مع هطول الأمطار على شكل ثلوج مُمطرة ورذاذ في كثير من الأحيان. في المتوسط، تهطل الأمطار في السنة بنسبة 729 مم.
| البيانات المناخية لـمحطة بيلينغسهاوزن (1968–2014) | البيانات المناخية لـمحطة بيلينغسهاوزن (1968–2014) | البيانات المناخية لـمحطة بيلينغسهاوزن (1968–2014) | البيانات المناخية لـمحطة بيلينغسهاوزن (1968–2014) | البيانات المناخية لـمحطة بيلينغسهاوزن (1968–2014) | البيانات المناخية لـمحطة بيلينغسهاوزن (1968–2014) | البيانات المناخية لـمحطة بيلينغسهاوزن (1968–2014) | البيانات المناخية لـمحطة بيلينغسهاوزن (1968–2014) | البيانات المناخية لـمحطة بيلينغسهاوزن (1968–2014) | البيانات المناخية لـمحطة بيلينغسهاوزن (1968–2014) | البيانات المناخية لـمحطة بيلينغسهاوزن (1968–2014) | البيانات المناخية لـمحطة بيلينغسهاوزن (1968–2014) | البيانات المناخية لـمحطة بيلينغسهاوزن (1968–2014) | البيانات المناخية لـمحطة بيلينغسهاوزن (1968–2014) |
| الشهر                                             | يناير                                             | فبراير                                            | مارس                                              | أبريل                                             | مايو                                              | يونيو                                             | يوليو                                             | أغسطس                                             | سبتمبر                                            | أكتوبر                                            | نوفمبر                                            | ديسمبر                                            | المعدل السنوي                                     |
| ------------------------------------------------- | ------------------------------------------------- | ------------------------------------------------- | ------------------------------------------------- | ------------------------------------------------- | ------------------------------------------------- | ------------------------------------------------- | ------------------------------------------------- | ------------------------------------------------- | ------------------------------------------------- | ------------------------------------------------- | ------------------------------------------------- | ------------------------------------------------- | ------------------------------------------------- |
| متوسط درجة الحرارة الكبرى °م (°ف)                 | 3.3 (37.9)                                        | 3.3 (37.9)                                        | 2.1 (35.8)                                        | 0.2 (32.4)                                        | −1.5 (29.3)                                       | −3.1 (26.4)                                       | −3.8 (25.2)                                       | −3.6 (25.5)                                       | −2.0 (28.4)                                       | −0.9 (30.4)                                       | 0.4 (32.7)                                        | 2.0 (35.6)                                        | −0.3 (31.5)                                       |
| المتوسط اليومي °م (°ف)                            | 1.5 (34.7)                                        | 1.5 (34.7)                                        | 0.4 (32.7)                                        | −1.7 (28.9)                                       | −3.6 (25.5)                                       | −5.6 (21.9)                                       | −6.5 (20.3)                                       | −6.2 (20.8)                                       | −4.4 (24.1)                                       | −2.6 (27.3)                                       | −1.1 (30.0)                                       | 0.4 (32.7)                                        | −2.3 (27.9)                                       |
| متوسط درجة الحرارة الصغرى °م (°ف)                 | 0.1 (32.2)                                        | 0.1 (32.2)                                        | −1.3 (29.7)                                       | −3.8 (25.2)                                       | −6.0 (21.2)                                       | −8.3 (17.1)                                       | −9.7 (14.5)                                       | −9.3 (15.3)                                       | −7.1 (19.2)                                       | −4.7 (23.5)                                       | −2.7 (27.1)                                       | −1.0 (30.2)                                       | −4.5 (23.9)                                       |
| الهطول مم (إنش)                                   | 54.4 (2.14)                                       | 66.4 (2.61)                                       | 72.1 (2.84)                                       | 65.6 (2.58)                                       | 60.6 (2.39)                                       | 53.4 (2.10)                                       | 60.5 (2.38)                                       | 62.1 (2.44)                                       | 59.8 (2.35)                                       | 54.6 (2.15)                                       | 46.7 (1.84)                                       | 46.0 (1.81)                                       | 702.2 (27.65)                                     |
| متوسط الرطوبة النسبية (%)                         | 87.8                                              | 88.8                                              | 88.3                                              | 88.0                                              | 88.2                                              | 87.6                                              | 88.5                                              | 88.6                                              | 89.6                                              | 88.8                                              | 88.4                                              | 88.3                                              | 88.4                                              |
| ساعات سطوع الشمس الشهرية                          | 89.3                                              | 66.2                                              | 54.4                                              | 28.4                                              | 13.9                                              | 3.8                                               | 9.0                                               | 28.5                                              | 48.1                                              | 70.9                                              | 83.2                                              | 95.5                                              | 591.2                                             |
| المصدر: معهد بحوث القطب الشمالي والقطب الجنوبي    |                                                   |                                                   |                                                   |                                                   |                                                   |                                                   |                                                   |                                                   |                                                   |                                                   |                                                   |                                                   |                                                   |

## صالة العرض

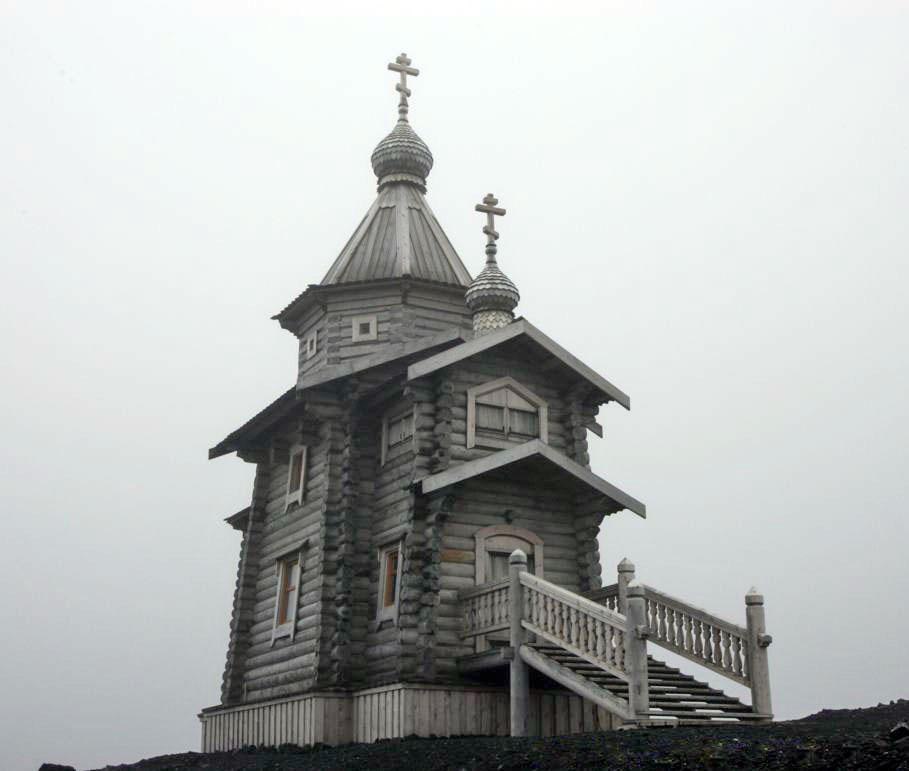
كنيسة الثالوث في بيلينغسهاوزن
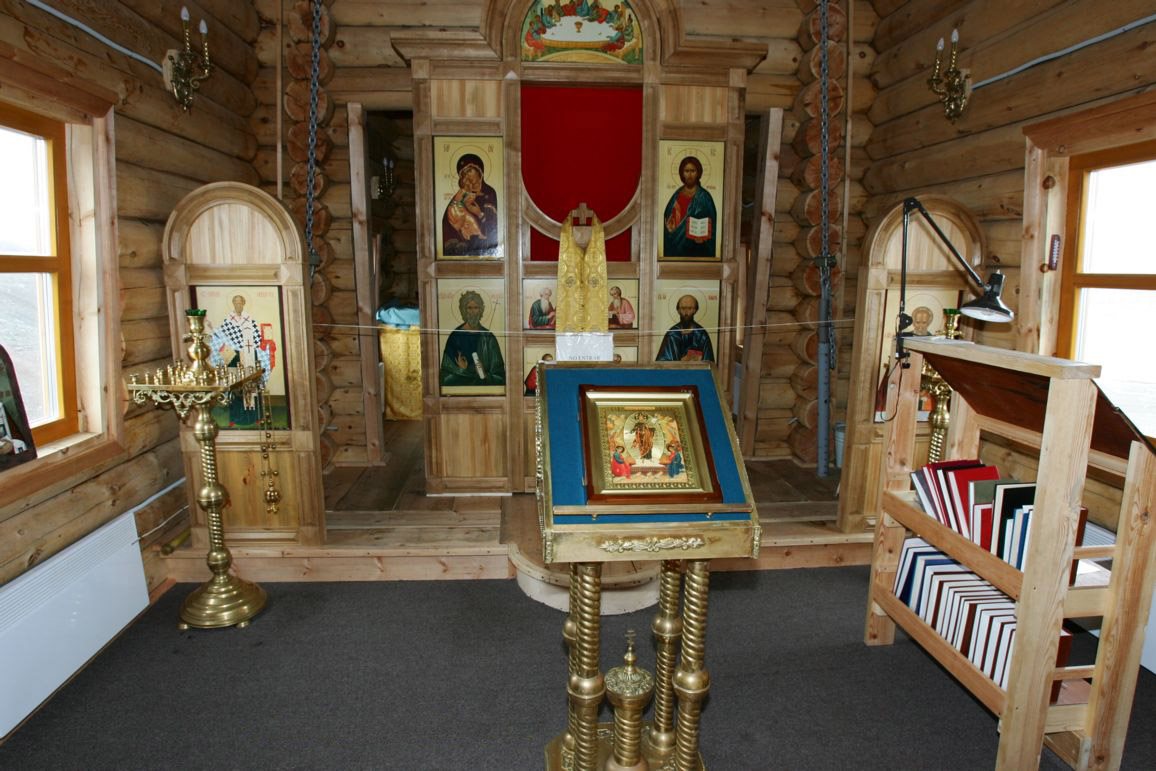
داخل كنيسة الثالوث
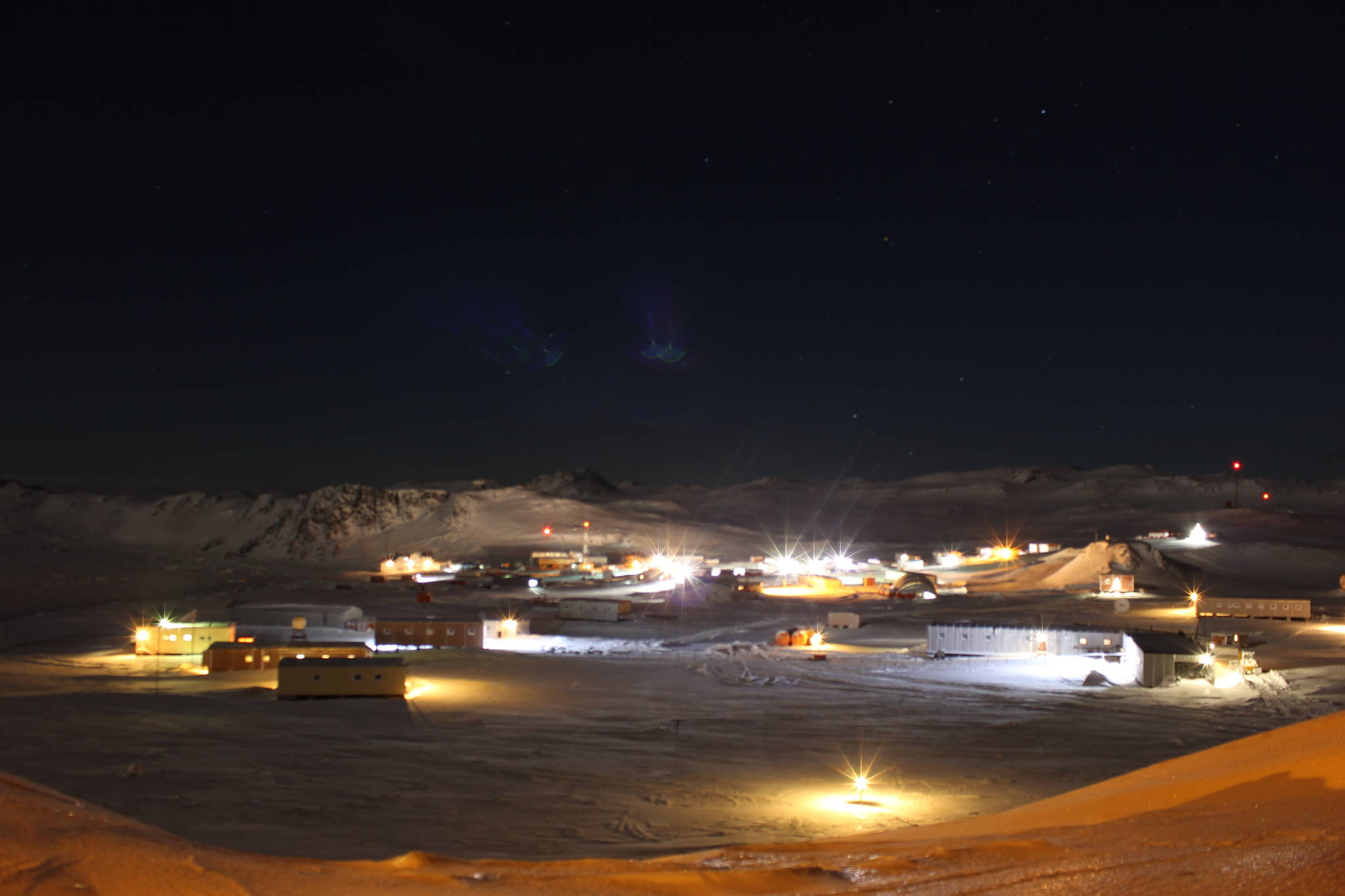
بيلينغسهاوزن في الليل
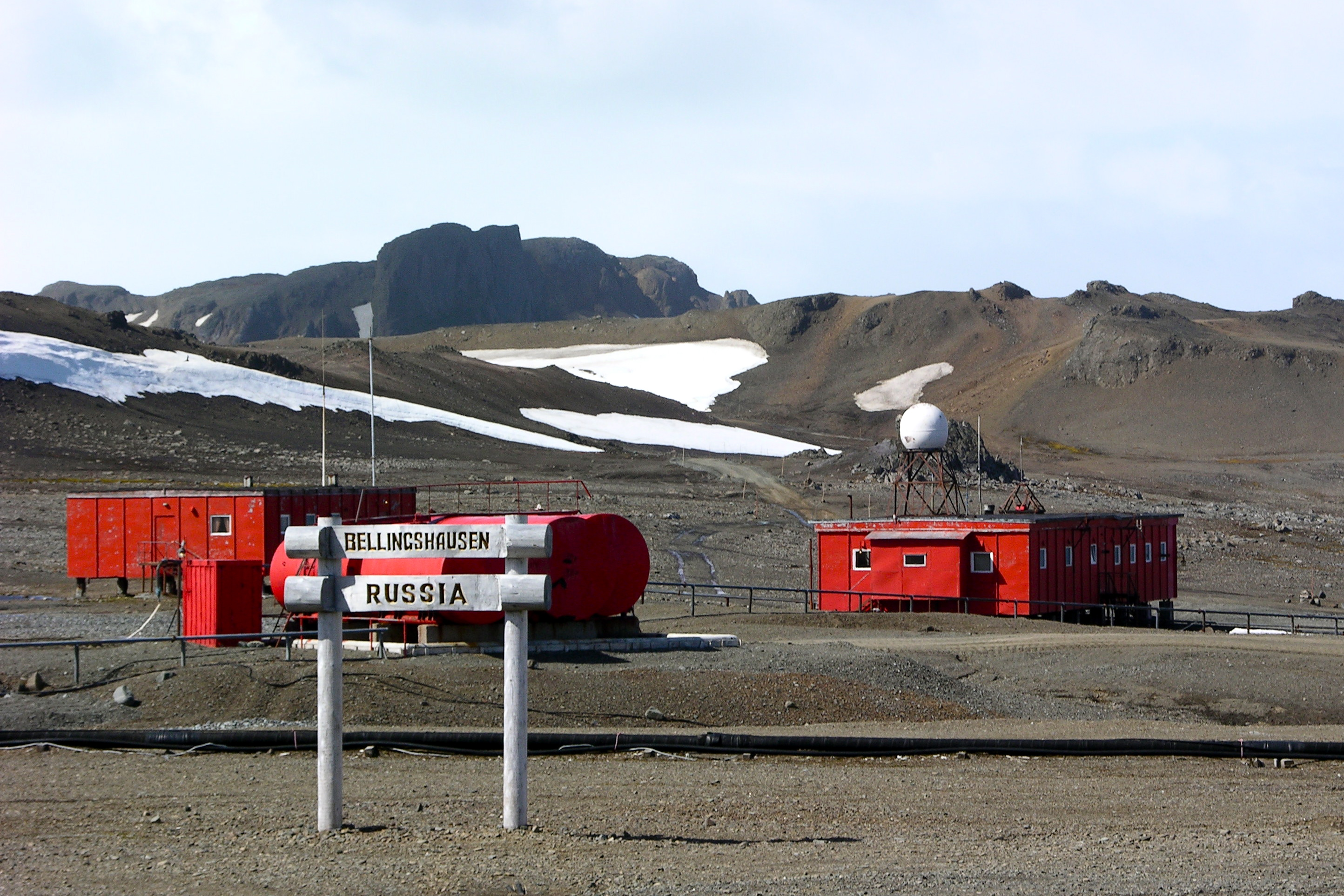
بيلينغسهاوزن في عام 2012

## في الثقافة الشعبية
في 21 كانون الثاني (يناير) 2014 ، أقام فنان الوشم الأمريكي لايل تاتل محطة وشم في دار ضيافة إحدى عُلماء المحطة، حيث رسم وشم توقيعه على الدكتورة آنا فيليسيتي فريدمان، مما يجعله أول شخص يقوم بالوشم في جميع القارات السبع.

## روابط خارجية
- فريق التفتيش في أنتاركتيكا بالولايات المتحدة 2006: تقرير عمليات التفتيش بموجب المادة السابعة من معاهدة أنتاركتيكا والمادة 14 من بروتوكول حماية البيئة. 21 مارس 2007 (يتضمن وصفًا تفصيليًا لهذا وبعض المحطات القريبة)
- الموقع الرسمي لمعهد أبحاث القطب الشمالي والقطب الجنوبي (نسخة محفوظة July 13, 1998, على موقع واي باك مشين.)
- AARI Bellingshausen Station (نسخة محفوظة April 16, 2004, على موقع واي باك مشين.)
- COMNAP Antarctic Facilities (نسخة محفوظة April 24, 2008, على موقع واي باك مشين.)
- COMNAP Antarctic Facilities Map (نسخة محفوظة September 15, 2009, على موقع واي باك مشين.)
- Bellingshausen Station Photos